# لنارد هوفستده
لنارد هوفستده (هلندی: Lennard Hofstede؛ زادهٔ ۲۹ دسامبر ۱۹۹۴) دوچرخه‌سوار اهل هلند است.
از باشگاه‌هایی که در آن رکاب زده‌است می‌توان به تیم دوچرخه‌سواری رابوبانک دولوپمنت و تیم سانوب اشاره کرد.